# Amara Nouă, Ialomița
Amara Nouă este un sat ce aparține orașului Amara din județul Ialomița, Muntenia, România. Amara Noua este partea cu statiunea Balneoclimaterica a orasului Amara.